# Avtomatizacija
Avtomatizirana ali samodejna tehnologija je oblika tehnologije, ki zmanjšujeje človeški poseg v procese, saj njegovo nalogo prevzamejo stroji. Največji razvoj je dosegla v 1940-ih ter 1950-ih v kemični industriji v ZDA.
Z uvedbo avtomatizirane ali samodejne tehnologije stroj prevzame izvrševalno funkcijo, medtem kot človek obdrži nadzorovalno ter načrtovalno funkcijo. To pomeni, da dolgočasno ter nevarno delo opravljajo stroji, cene izdelkov se znižajo, zaposleni pa imajo več prostega časa. Po drugi strani pa manjše število zaposlenih pomeni večjo brezposelnost, zaposleni pa pri delu ne potrebujejo večjih izkušenj ali znanja.